# Berlin Brigade
Pour les articles homonymes, voir Berlin (homonymie).
Berlin Brigade est une garnison de l'armée américaine basée à Berlin-Ouest pendant la guerre froide et qui avait la taille d'une brigade.
Après la fin de la Seconde Guerre mondiale, sous les conditions des accords de Yalta et de Potsdam, les forces alliées occupent Berlin-Ouest. Cette occupation durera pendant toute la guerre froide. L'armée française avait également des unités à Berlin, les Forces françaises à Berlin et l'unité de l'armée britannique à Berlin était la Berlin Infantry Brigade.

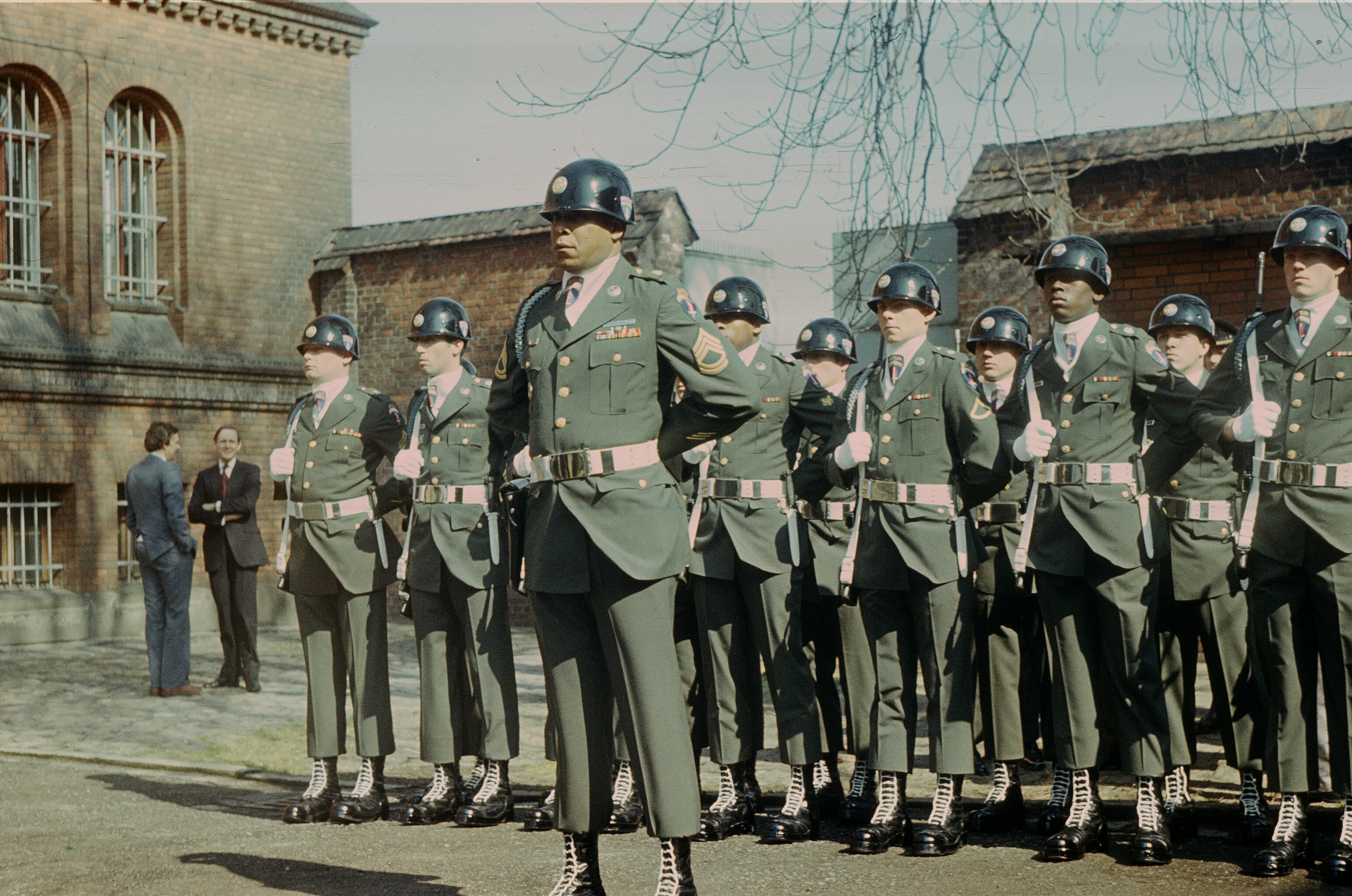
Soldats de la Berlin Brigade gardant la prison de Spandau en 1983.

## Histoire
Les premières troupes des États-Unis, accompagnée d'un contingent français, arrivent à Berlin le 4 juillet 1945. Le drapeau des États-Unis fut hissé devant l'ancien quartier général des cadets de l'armée prussienne, qui devint plus tard les Andrews Barrac. Le quartier général est établi dans un ancien siège des forces aériennes allemandes, situé dans le quartier de Zehlendorf.
La Berlin Brigade de l'armée des États-Unis est une brigade distincte basée à Berlin. Son insigne d'épaules était le patch de l'US Army Europe avec une languette « Berlin », incorporée plus tard.
La brigade était basée sur quatre grandes installations à Steglitz-Zehlendorf : les casernes McNair, Andrews, Roosevelt et Turner.
Les premières unités américaines arrivent à Berlin le 1er juillet 1945. En 1950, la garnison américaine à Berlin est de 5 000 militaires.
En octobre 1950, le 6e régiment d'infanterie est reconstitué en régiment d'infanterie régulier formant la garnison américaine à Berlin-Ouest, désignée sous le nom de commandement de Berlin. Les unités de garnison existantes, le 16e escadron de la United States Constabulary (en) et le 3e bataillon du 16e régiment d'infanterie, ont été rebaptisées 1er et 3e bataillons, 6e d'infanterie. Le 2e bataillon a été assemblé à partir de troupes dans la Zone d'occupation américaine en Allemagne de l'Ouest.

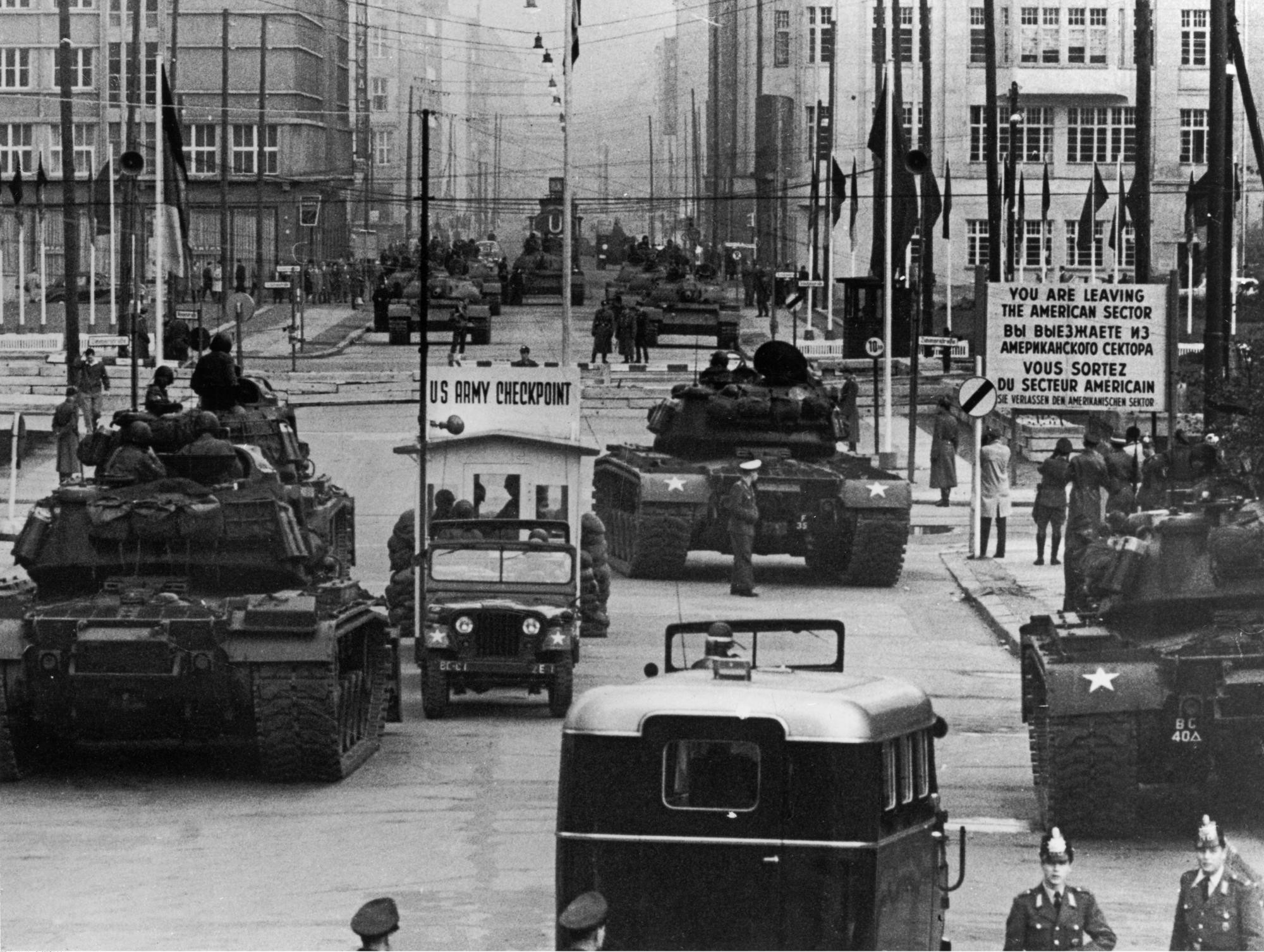
M48 Patton de la Berlin Brigade américaine en face à face avec des T-55 du Groupement des forces armées soviétiques en Allemagne le 27 octobre 1961, durant la crise de Berlin.

Pendant la crise du mur de Berlin en 1961, l'armée réorganise la structure de commandement des forces à Berlin et crée la United States Army Berlin (en) et la Berlin Brigade le 1er décembre 1961 à partir des unités déjà présentes dans la ville. Le 6e régiment d'infanterie, actif en Allemagne depuis 1950, est réorganisé à la mi-1958 selon la structure Pentomic (en) : chaque groupement tactique se compose de cinq compagnies de ligne (fusiliers), d'une compagnie de soutien au combat et d'un quartier général et d'une compagnie de quartier général. La Berlin Brigade était composée des 2e et 3e groupements tactiques, du 6e d'infanterie jusqu'en 1963, lorsque la structure des forces de l'armée a abandonné les groupements tactiques au profit de brigades et de bataillons subordonnés. Le 1er bataillon (1er groupement tactique) a été remplacé par le 1er bataillon de fusiliers blindés.
La brigade réorganisée se composait des unités suivantes : 
- 2e bataillon, 6e d'infanterie
- 3e bataillon, 6e d'infanterie
- 4e bataillon, 18e d'infanterie (rebaptisé le 13 septembre 1972 sous le nom de 4e bataillon, 6e d'infanterie)[4]
- Batterie C, 94e artillerie de campagne
- Compagnie F (plus tard 6e bataillon), 40e blindé (caserne Turner)
- 42e Compagnie du génie
- 42e Unité AG (Postale)
- 42e Groupement de la police militaire (Douanes) (éléments attachés)
- 287e compagnie de police militaire (séparée)
- 43e Détachement chimique
- 76e détachement chimique
- 279e Station Hospital (devenu l'hôpital de l'armée américaine à Berlin en 1976)
- 168e Détachement Médical (Service Vétérinaire)
- 592e Compagnie des transmissions
- Musique de l'armée du 298e
- AFN Europe AM FM TV
- Office des transports ferroviaires (RTO) (gare de Berlin Licherfelde Ouest)
- Détachement d'aviation de la brigade de Berlin ( aéroport central de Tempelhof)
- US Army Engineers-DEH Detachment Engineering & Housing (composé de Von Steuben)
- Mission de liaison militaire américaine Potsdam - USMLM
- Détachement A - 39e Détachement opérationnel des forces spéciales (1956-1990)

De 1947 à 1987, les soldats de la brigade sont chargés de rotations d'un mois à la prison de Spandau. Ces rotations, partagées avec des soldats britanniques, français et soviétiques, se sont poursuivies jusqu'à la mort du dernier prisonnier de Spandau, Rudolf Hess, en 1987.
Lorsque le mur de Berlin tombe en 1989, la structure opérationnelle de la brigade était la suivante :
- Brigade de Berlin

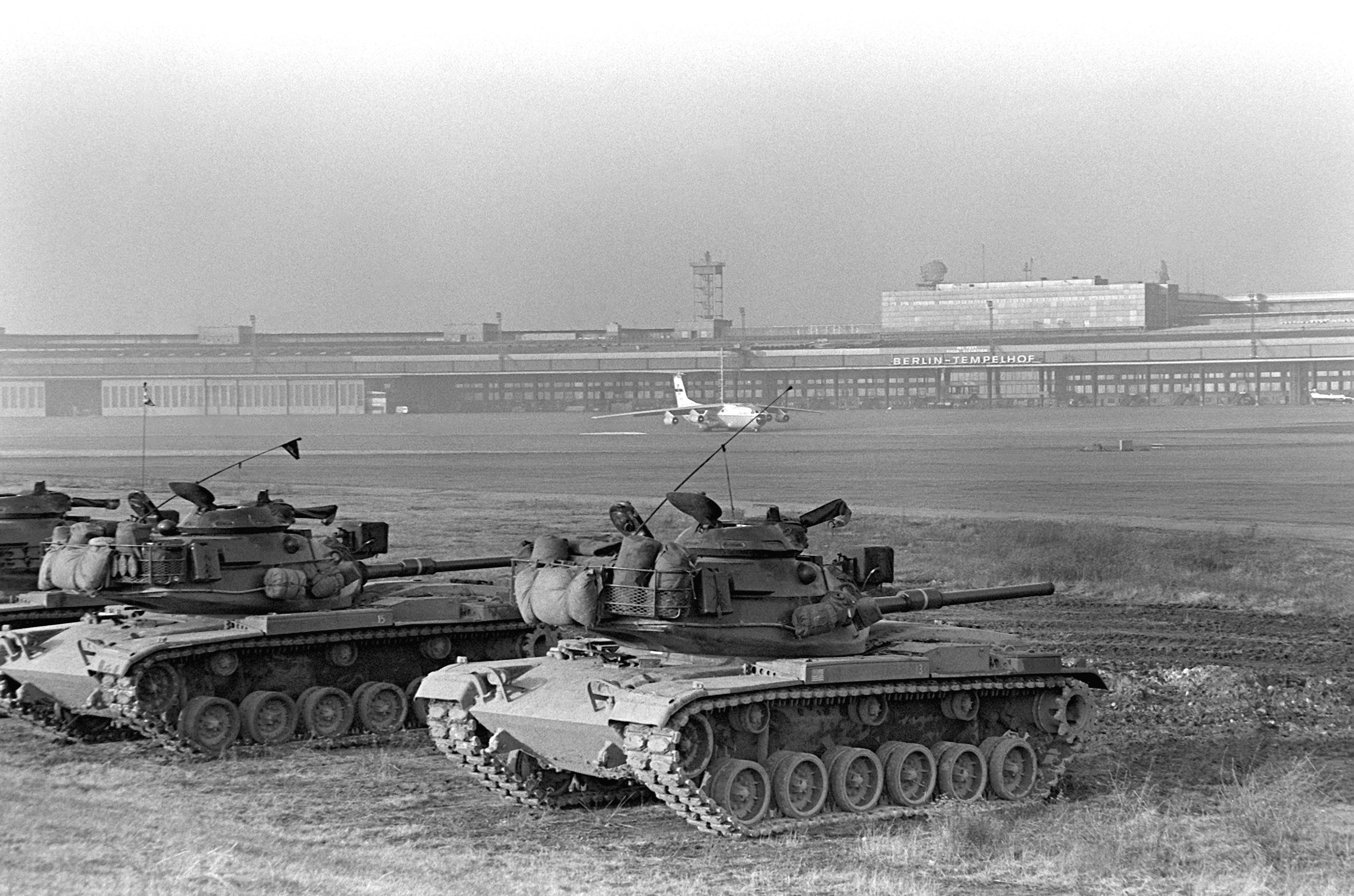
Des chars M60 Patton de la compagnie F du 40e régiment blindé en exercice sur l'aéroport de Tempelhof le 17 décembre 1980.

- - 4e Bataillon, 502e Infanterie, (6x porte-mortiers de 107 mm M106, 12x véhicules lance-missiles M901, 14x transports de troupes M113, 8x camions M125)
  - 5e Bataillon, 502e Infanterie, (6x M106, 12x M901, 14x M113, 8x M125)
  - 6e Bataillon, 502e Infanterie, (6x M106, 12x M901, 14x M113, 8x M125)
  - Bataillon de soutien au combat
    - HHC, (2x chars M1A1)
    - Compagnie D, 40e Armor, (14x M1A1) (affecté à la Berlin Brigade le 1er septembre 1963)[5]
    - Compagnie F, 40e Armor, (14x M1A1)
    - Batterie E, 320e artillerie de campagne, (8x M109A3)
    - 42e Compagnie du Génie (3x M728 CEV)

  - 42e Unité postale
  - Musique de l'armée du 298e
  - AFN Europe AM FM TV
  - 43e Détachement chimique
  - 766e détachement de renseignement militaire
  - Détachement d'aviation de la brigade de Berlin (6x Bell UH-1H, 2x Pilatus UV-20A Chiricahua, 1x Beechcraft C-12C Huron)
  - Mission de liaison militaire américaine Potsdam -USMLM
  - Compagnie de soutien des transmissions de l'armée américaine

À la suite de la réunification de l’Allemagne et de la fin de la guerre froide, elle est dissoute lors d'une cérémonie le 12 juin 1994. Le commandement américain l'est le 1er octobre 1994 et le statut d'occupation de Berlin par les forces alliés est abrogé le 2 octobre.

## Voir également
- Forces françaises à Berlin
- Berlin Infantry Brigade